# La Puerta (Trinidad y Tobago)
La Puerta es una localidad de Trinidad y Tobago, que forma parte de la región de Diego Martín.

## Geografía
La localidad abarca parte de la isla Trinidad y limita al norte con Rich Plain y Diego Martín, al sur y oeste con Goodwood Gardens y al este con Alyce Glen y Four Roads.

## Demografía
Datos demográficos de la localidad de La Puerta:
| Gráfica de evolución demográfica de La Puerta entre 2000 y 2011 |
|                                                                 |